# 愉德苑
愉德苑（英語：Yu Tak Court）是香港房屋委員會興建的居者有其屋屋苑，位於新界沙田區石門安睦街29號。
屋苑鄰近屯馬線石門站，步行3分鐘可到。日常生活配套以京瑞廣場為最近屋苑的商貿地帶。屋苑毗鄰城門河並獲休憩用地三面包圍，分別為安睦街花園、河濱長廊及賽馬會傑志足球訓練中心。
屋苑原先預計於2023年6月30日竣工，由於施工速度略快，已於同年3月30日獲發入伙紙，隨後於同年5月開始入伙。

## 屋苑資料

### 樓宇
愉德苑為單幢式住宅。大部分樓層有19伙；高層（26-31樓）因善用地積比，只保留景觀座向較佳（河景／向南）之13伙單位；另一例外是1樓，只有9伙。大廈共有4部電梯，不採用分層或單雙數分工，全部可到所有居住樓層，其中2部可到達平台及地庫停車場。 
屋苑詳情如下： 
| 樓宇名稱 | 樓宇類型              | 落成年份 | 樓宇層數 （住宅層數） | 每層伙數                            | 單位總數（伙） | 建築師              | 承建商   | 提供升降機的廠商 |
| -------- | --------------------- | -------- | --------------------- | ----------------------------------- | -------------- | ------------------- | -------- | ---------------- |
| 愉德苑   | 非標準設計大廈（T型） | 2023年   | 34 （1-31樓）         | 9（1樓） 19（2-25樓） 13（26-31樓） | 543            | 房屋署總建築師（6） | 華營建築 | 安力             |

### 配套設施
愉德苑平台設有休憩花園及遊樂場，另於地庫設停車場。此外，房委會亦代為興建毗鄰的一段河濱長廊，目前已併入安睦街花園。為方便住客及鼓勵環保，屋苑每層垃圾房及大門側門附近均設三色回收桶。

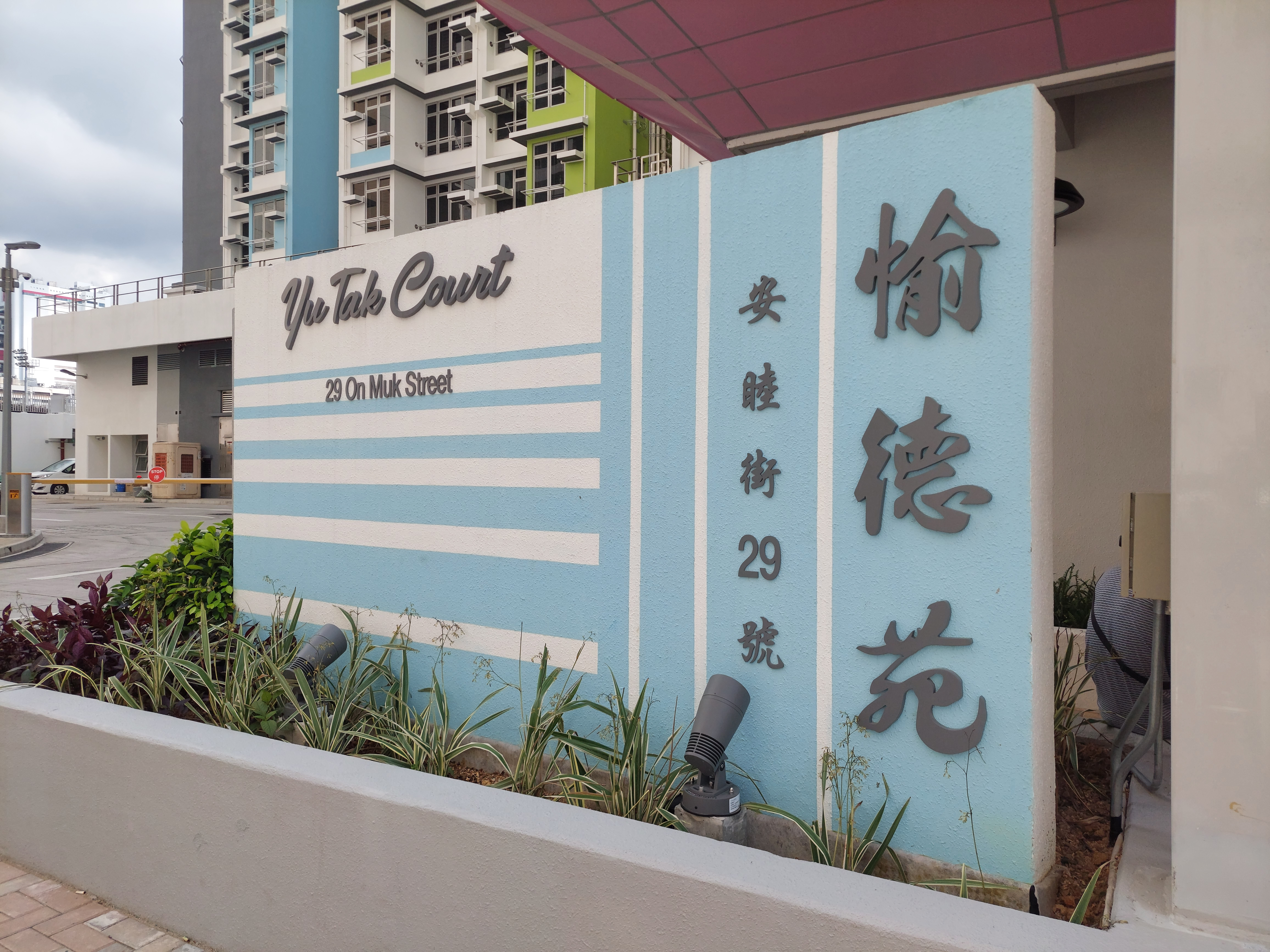
入口門牌
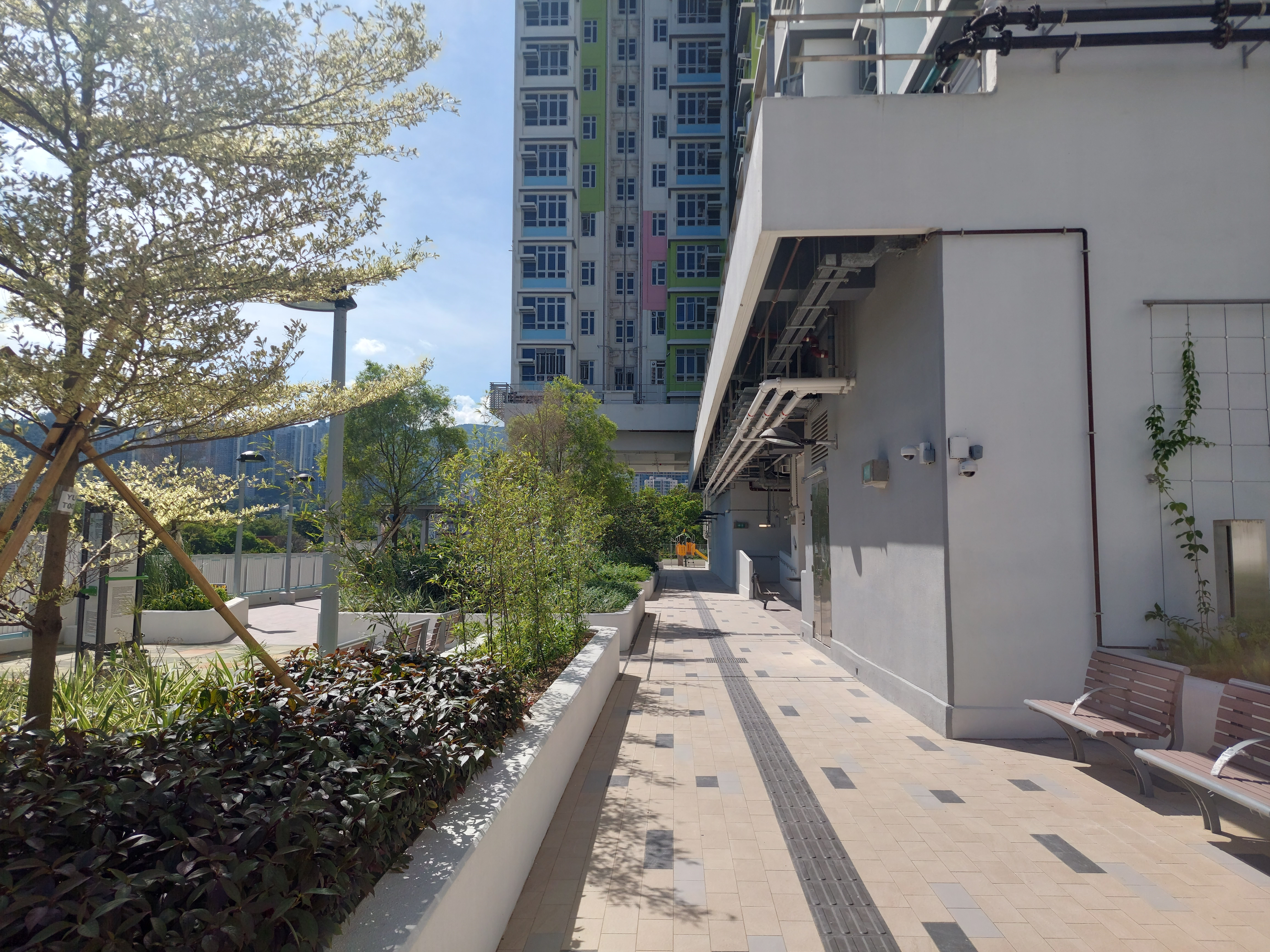
平台休憩花園
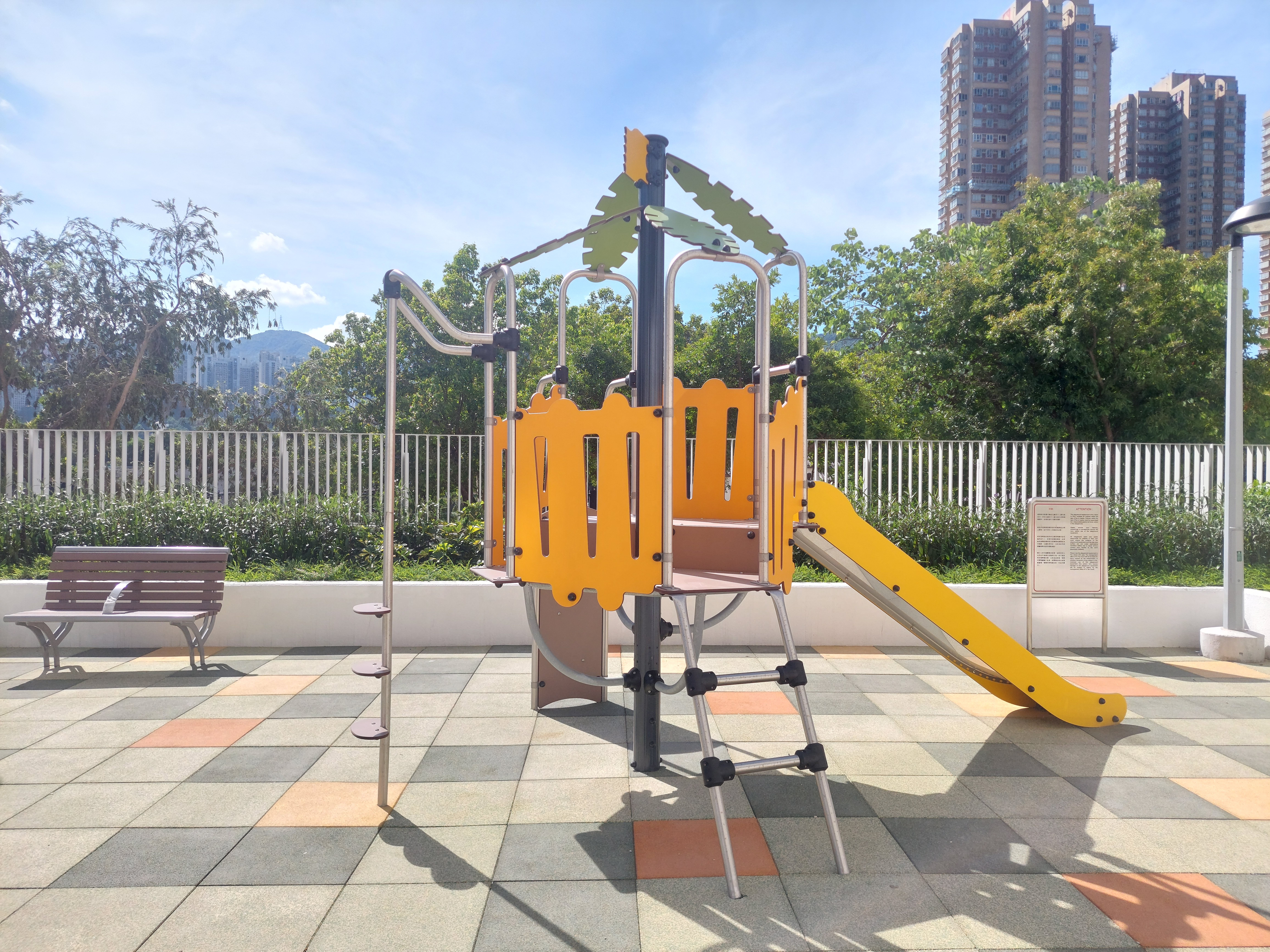
兒童遊樂場
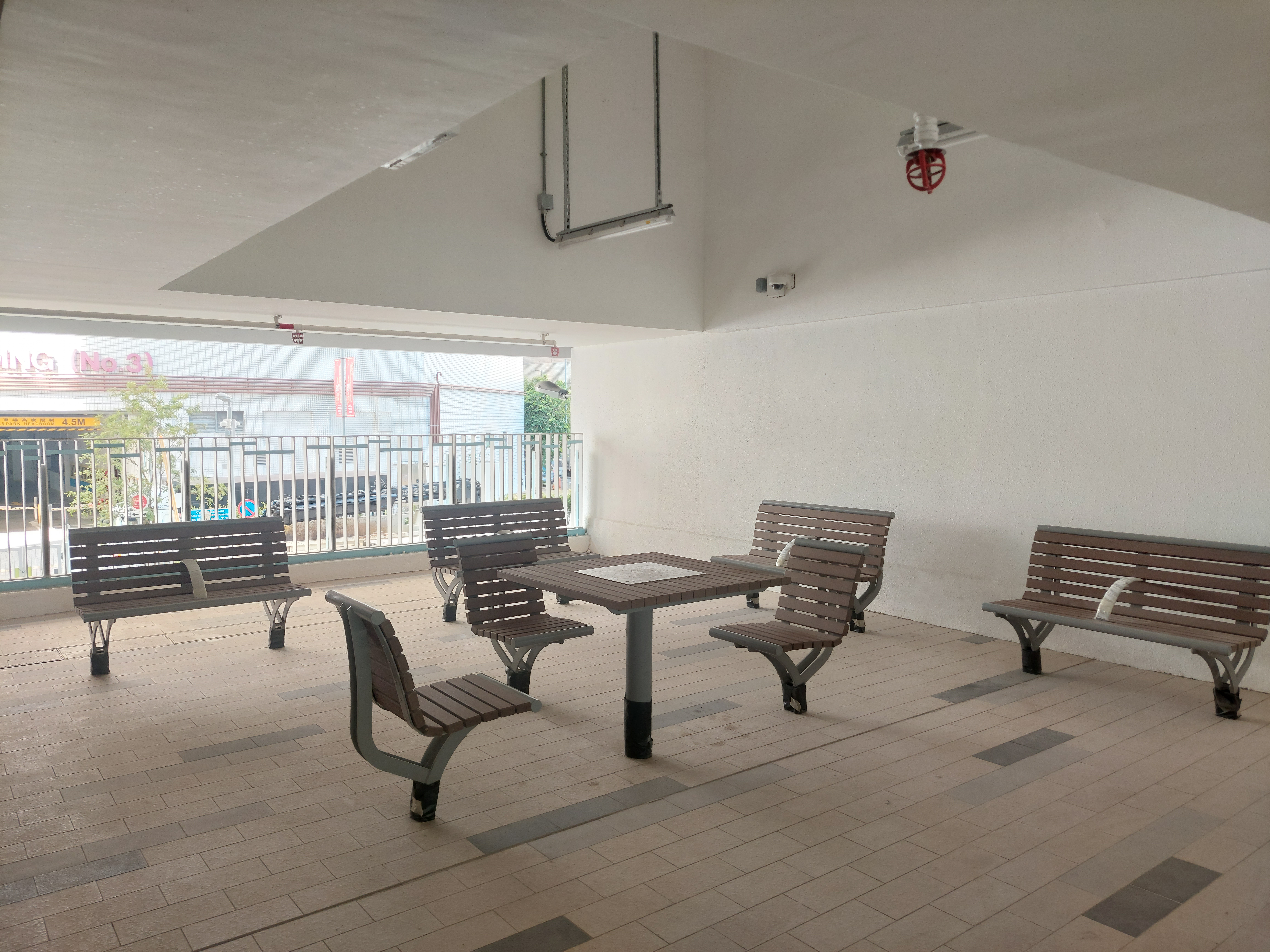
棋枱
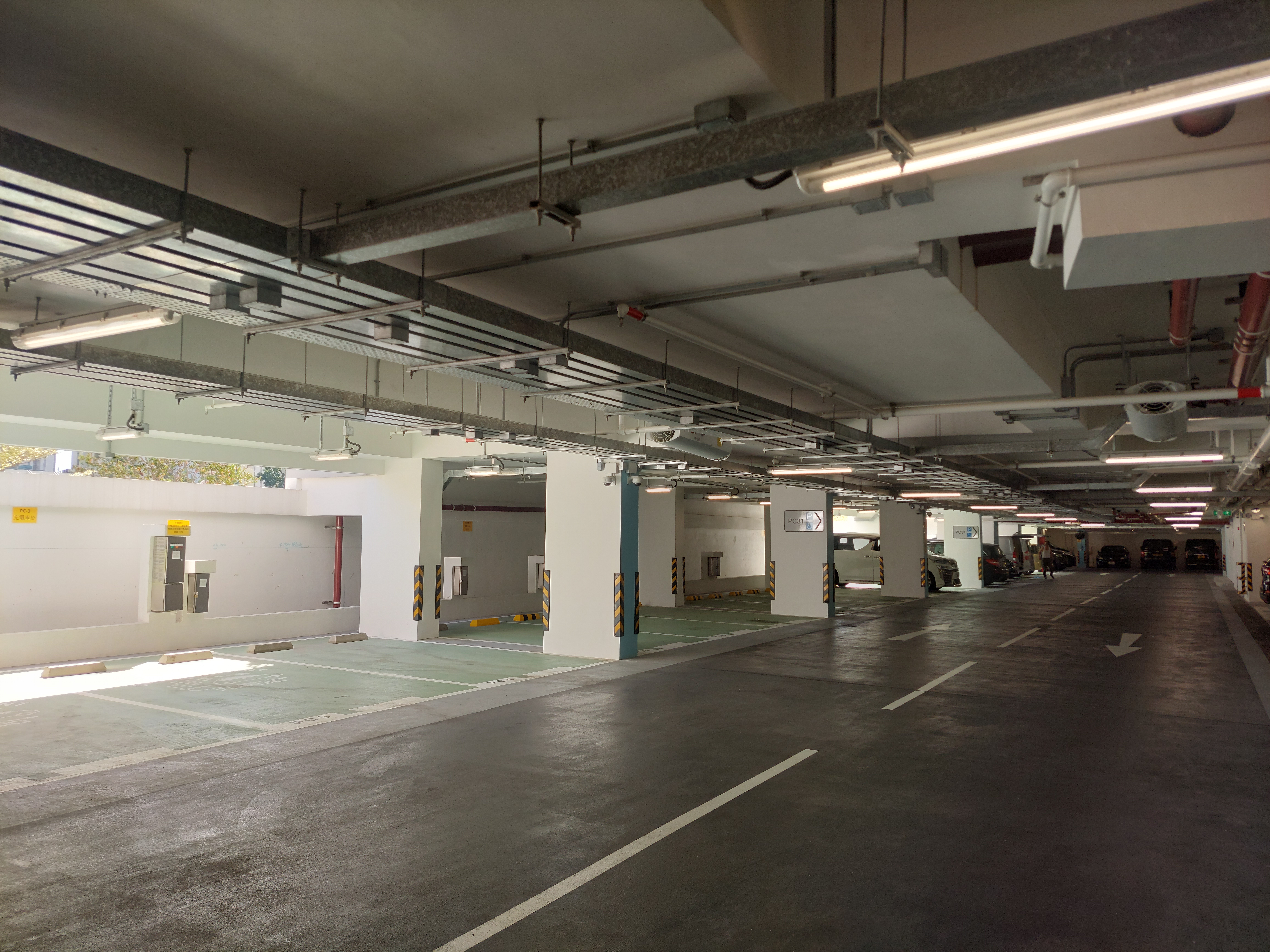
地庫停車場
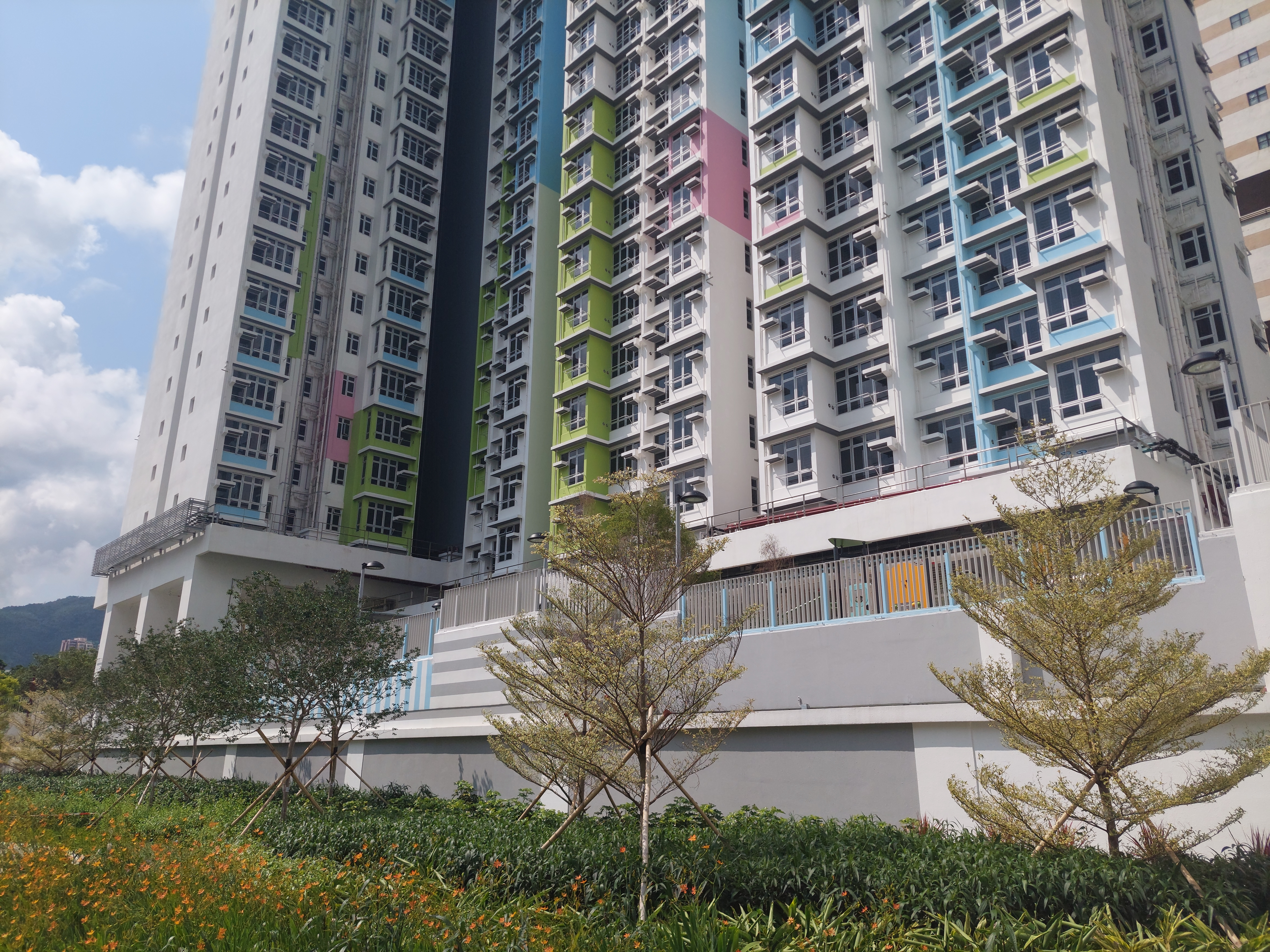
代建的安睦街花園擴建部分

## 興建期間的圖片庫

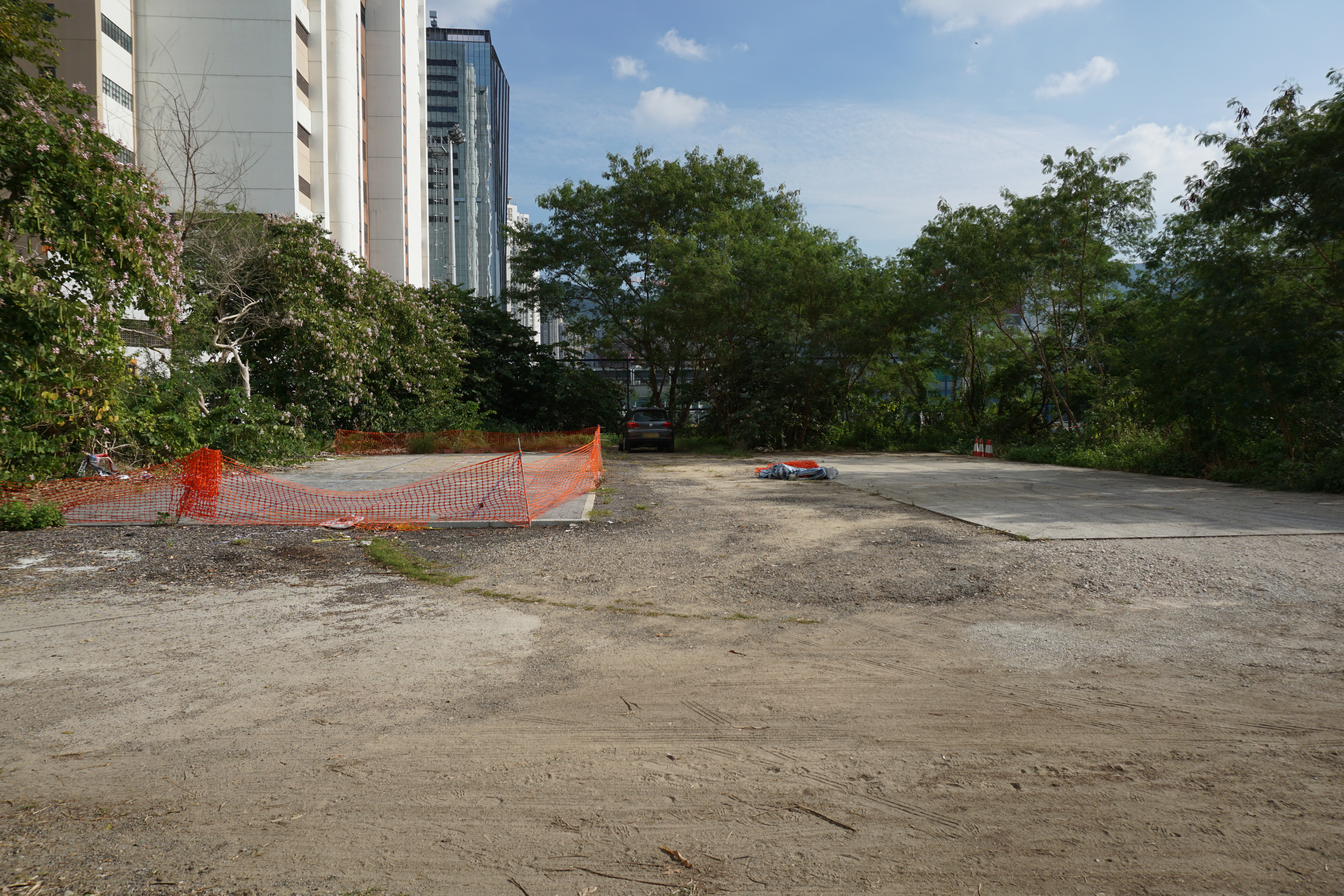
動工前，2016年
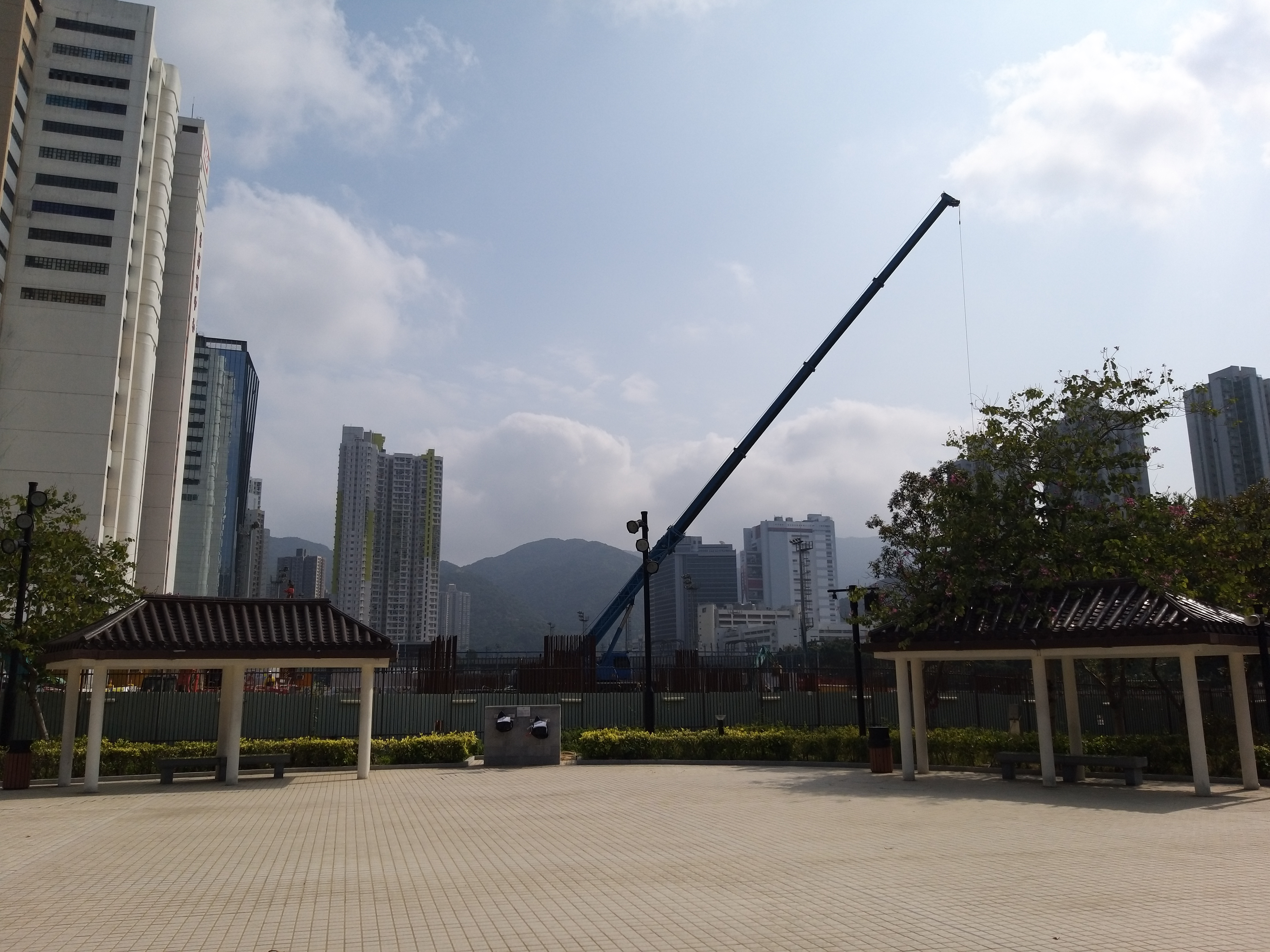
正澆築底板，2020年2月
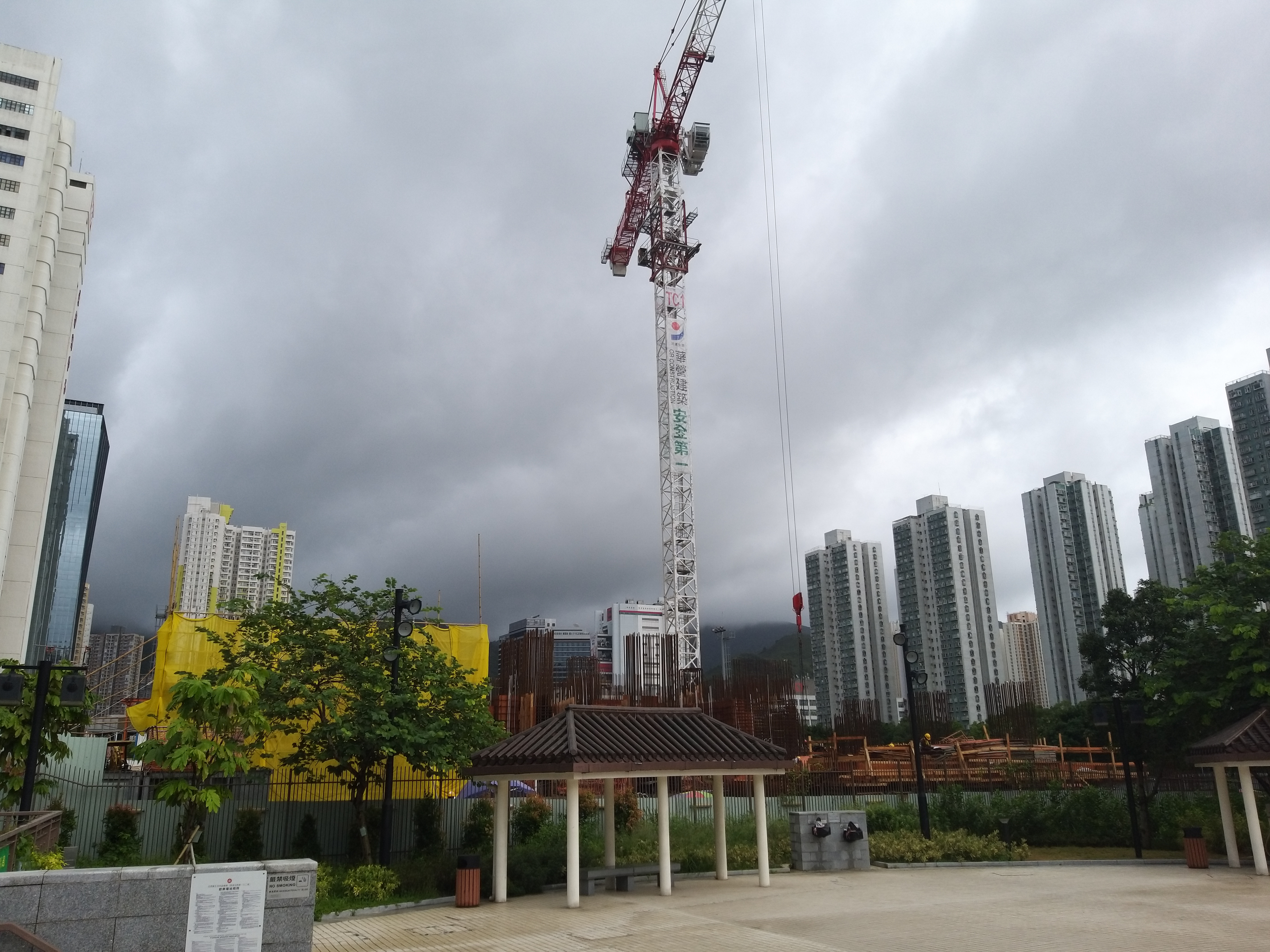
2020年9月
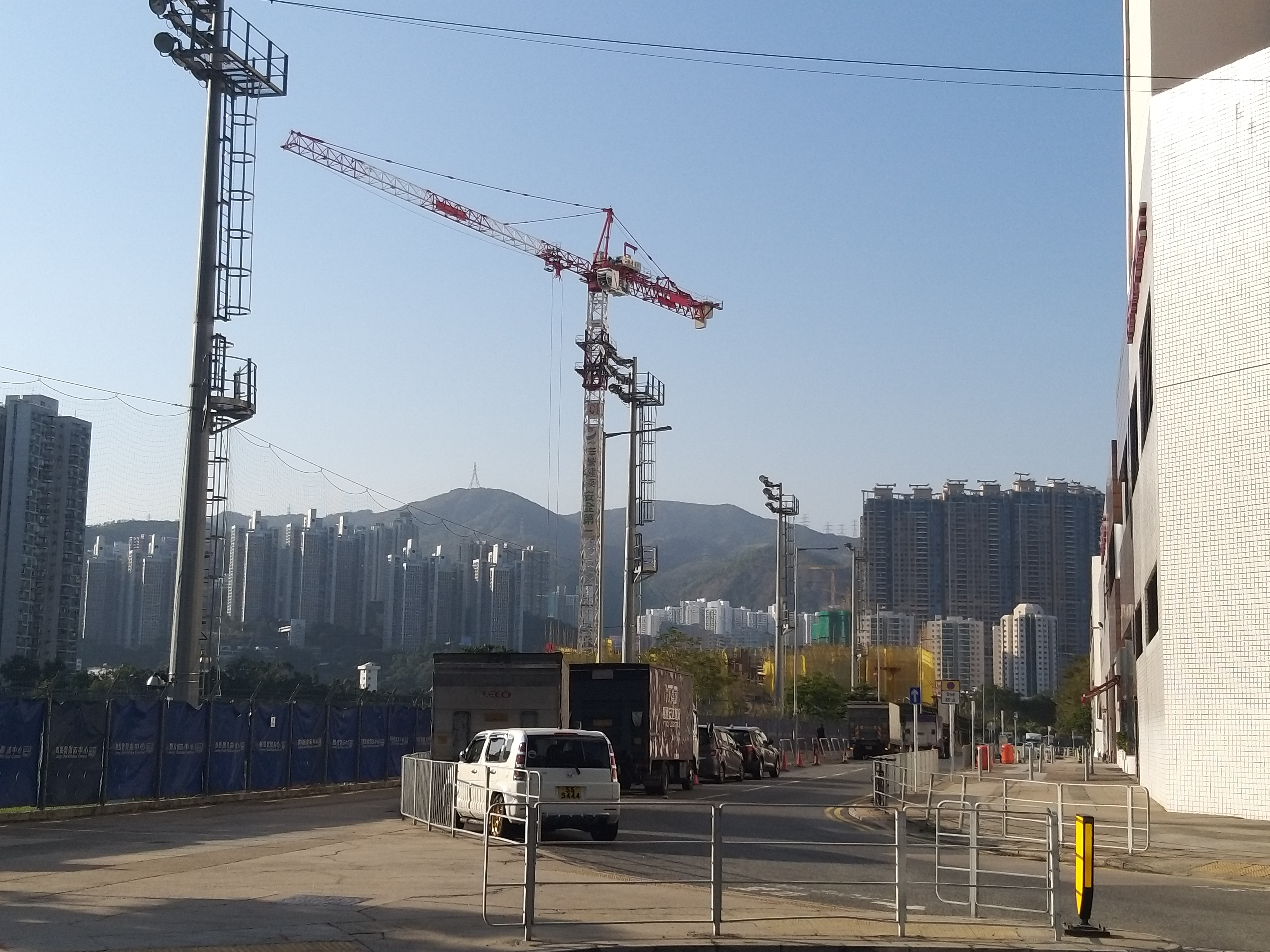
2020年12月
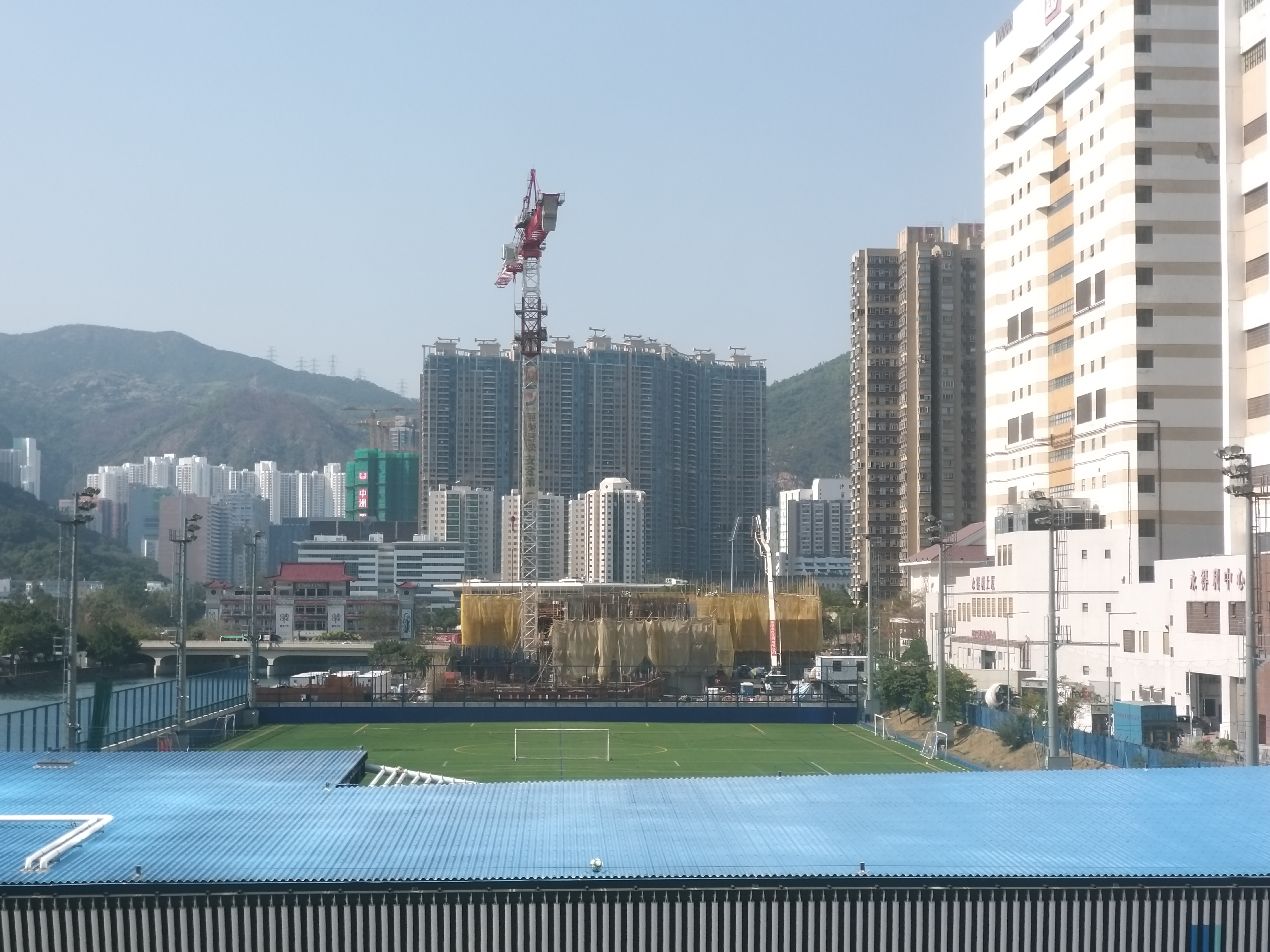
準備興建首層住宅，2021年2月
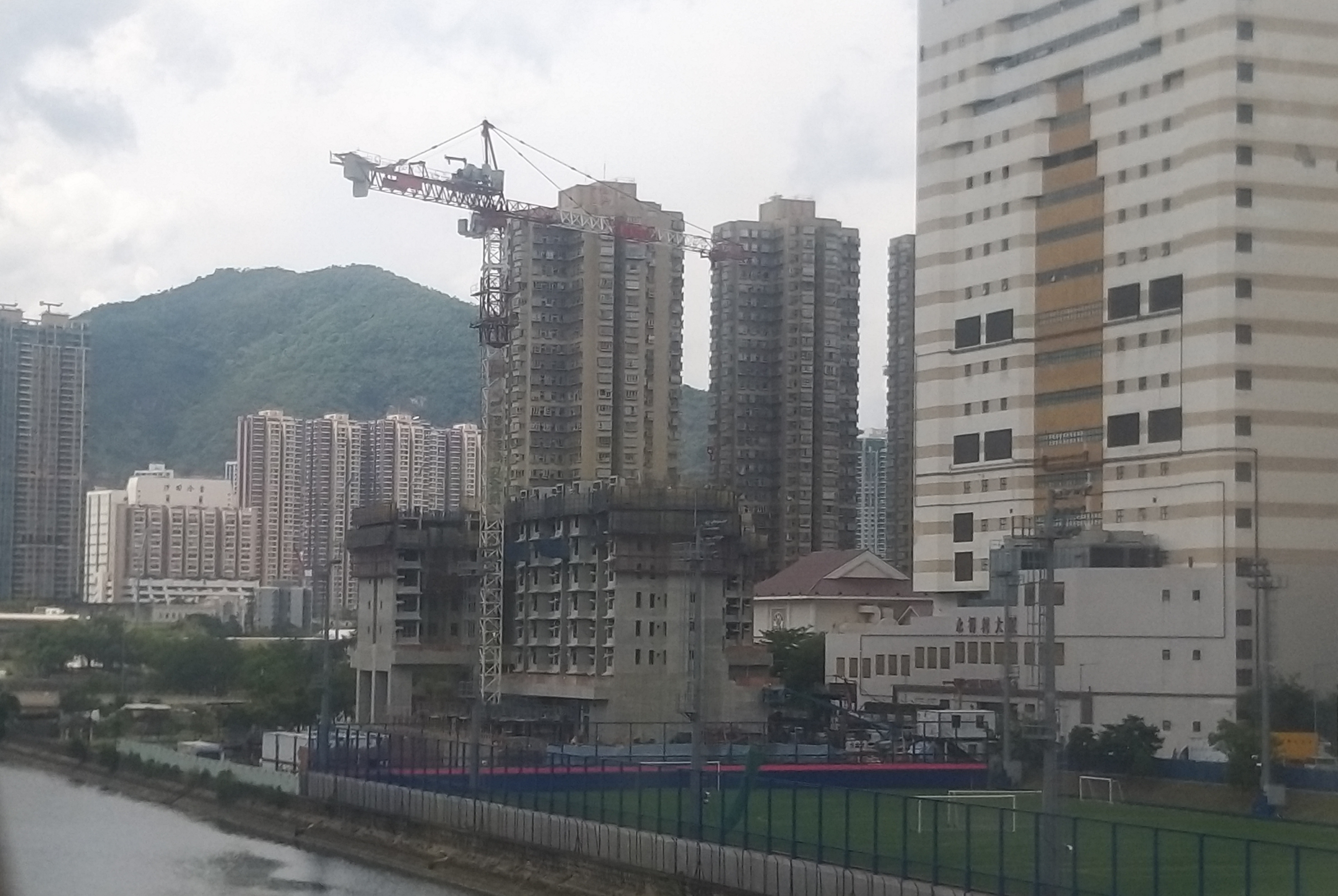
2021年5月
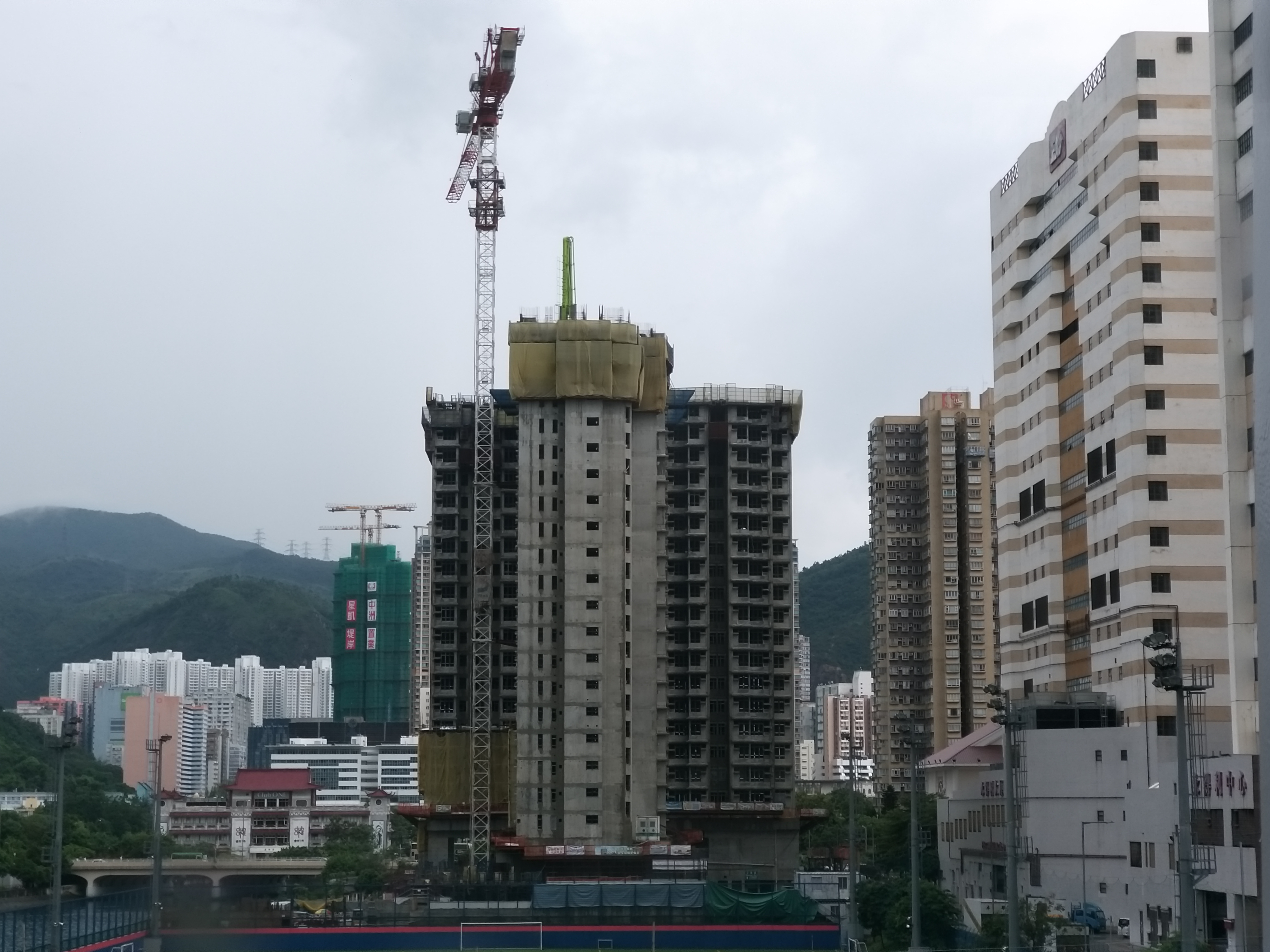
2021年8月
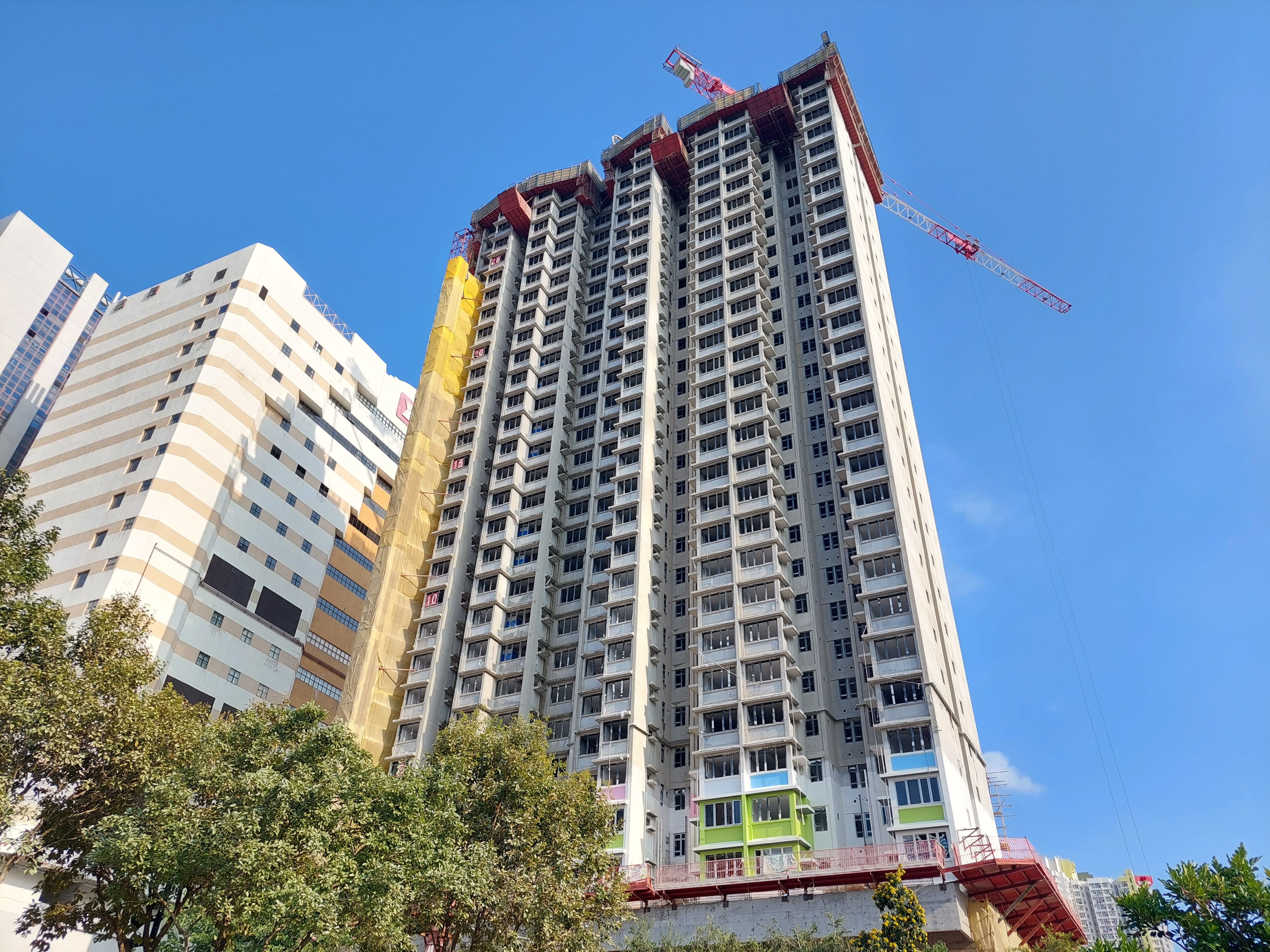
2021年11月
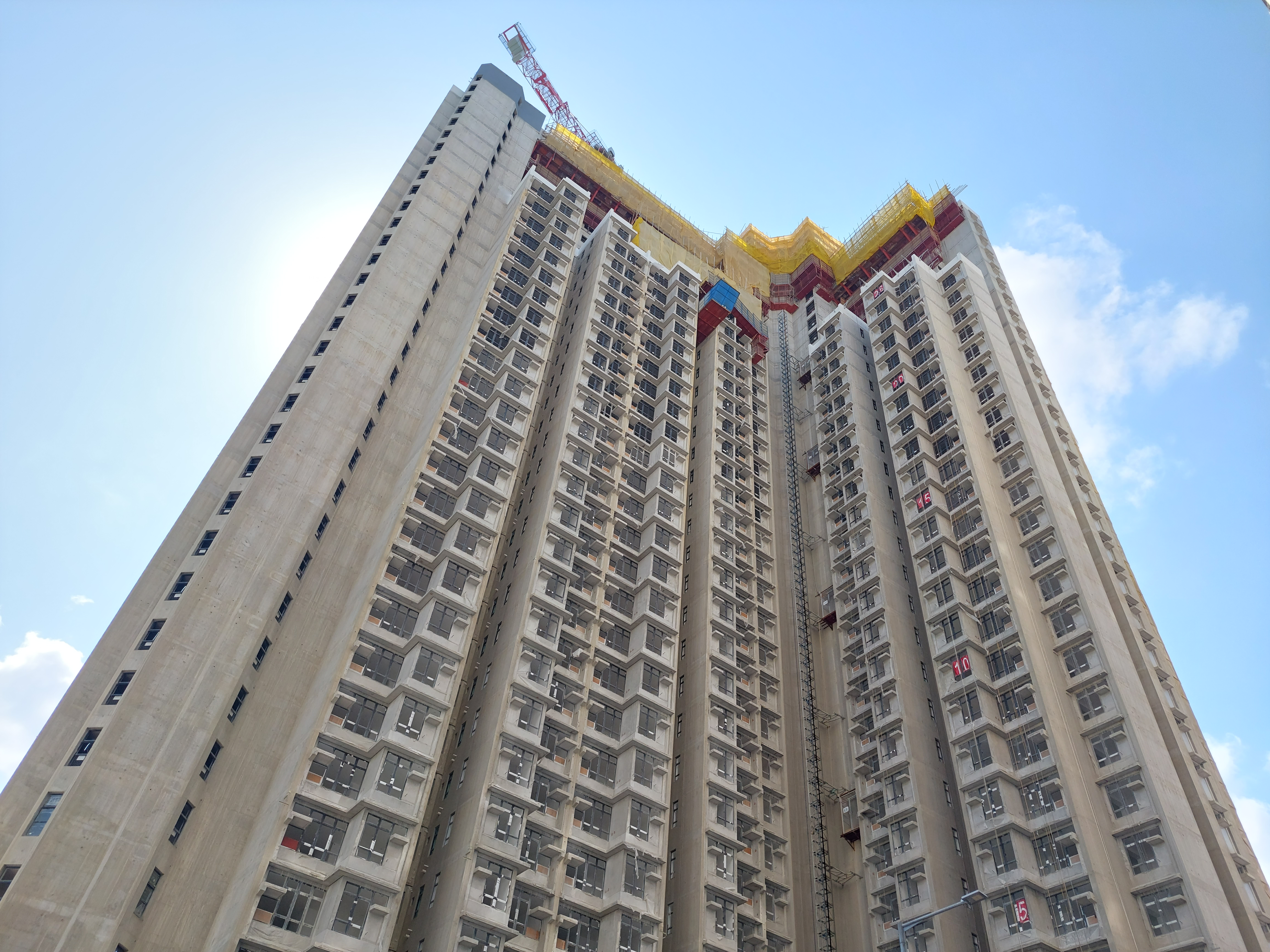
封頂中，2022年3月
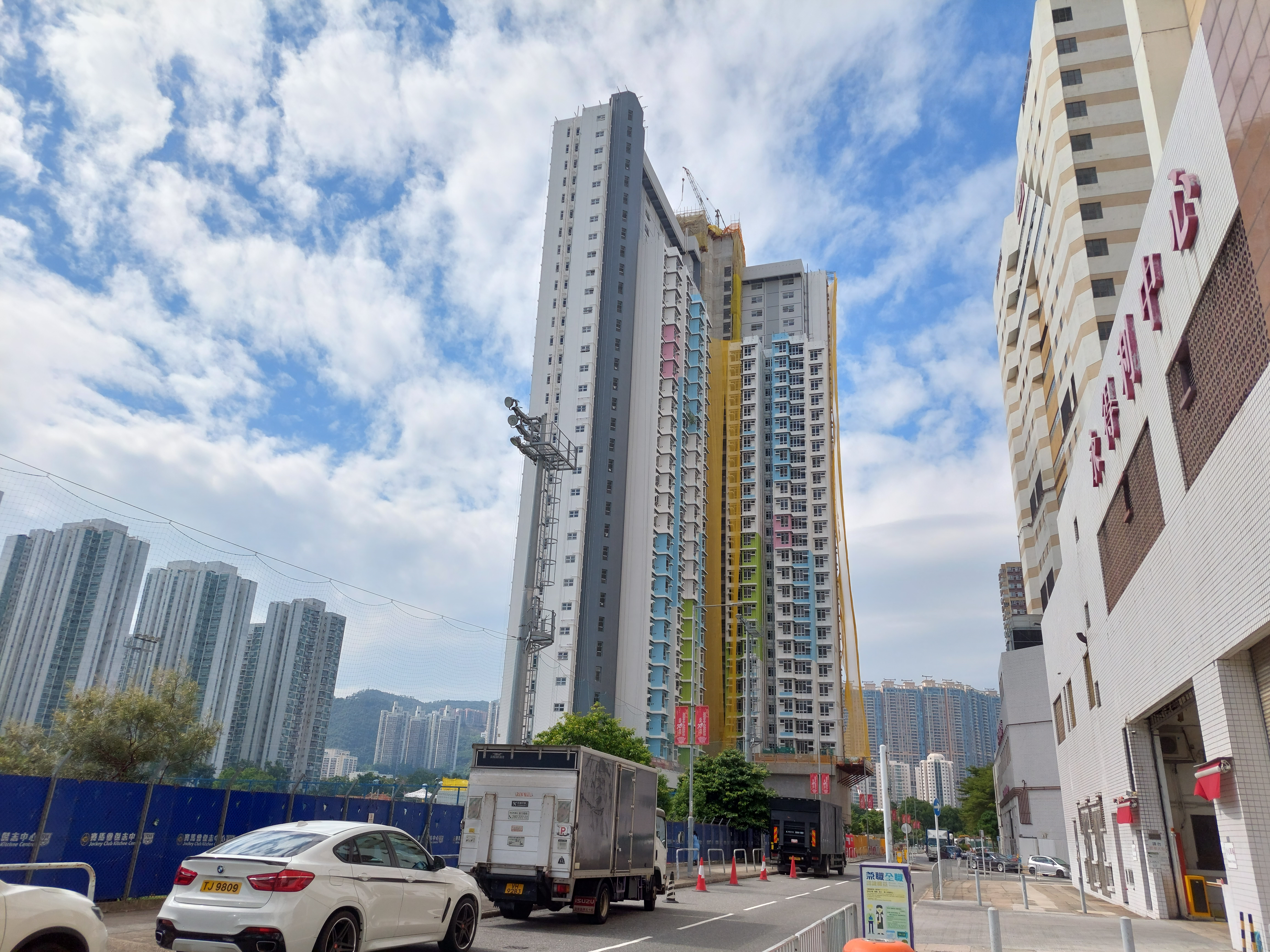
2022年10月

## 鄰近地方
- 石門站
- 京瑞廣場
- 永德利大廈
- 新界鄉議局大樓
- 賽馬會傑志中心
- 水中天
- 濱景花園

## 外部連結
- 房委會愉德苑資料 （页面存档备份，存于）